# La voce Stratos
La voce Stratos è un film-documentario diretto da Luciano D'Onofrio e Monica Affatato.
Il documentario narra la vita e la figura artistica di Demetrio Stratos, secondo una struttura narrativa biografica, immergendosi nel clima sociale degli anni '60 e '70, evidenziando la figura di ricercatore e di sperimentatore musicale e vocale di Demetrio Stratos.

## Trama
Il documentario biografico si basa su un archivio di immagini, con una struttura narrativa biografica, filtrata dai punti di vista degli artisti e delle persone che hanno condiviso esperienze artistiche con Demetrio Stratos, come i musicisti componenti del gruppo degli Area. Al di là dell'importanza del contesto storico e sociale, il filo conduttore del documentario rimane la sperimentazione musicale e la ricerca vocale, portate avanti da Demetrio Stratos. 

## Distribuzione
A partire da settembre 2009, il documentario inizia ad essere proiettato in diverse sale cinematografiche, in diverse città italiane come Torino, Milano, Roma e Bologna. 

## Eventi particolari
Si segnala il convegno tenuto nelle giornate del 16 ottobre 2009 e del 17 ottobre 2009 a Genova al Teatro di Sant'Agostino, in cui si sono svolti seminari e in cui è stato proiettato il documentario. A tale evento hanno preso parte figure rilevanti nella ricerca vocale come Fatima Miranda, la moglie di Demetrio Stratos Daniela Ronconi Demetriou, oltre a foniatri, musicisti (Patrizio Fariselli, Paolo Tofani) e musicologi, tra cui Janete El Haouli. Il convegno è stato completato dai concerti di Paolo Tofani e di Fatima Miranda. 

## Edizioni
- Luciano D'Onofrio, Monica Affatato, La voce Stratos, Milano, Feltrinelli, marzo 2010, ISBN 978-88-07-74055-8.